# Goryphus basimacula
Goryphus basimacula là một loài tò vò trong họ Ichneumonidae.